# Chiesa della Beata Vergine del Monte Carmelo (Fonte)
La chiesa della Beata Vergine del Monte Carmelo, nota anche con il titolo di santuario, è la parrocchiale di Onè di Fonte, frazione-capoluogo del comune sparso di Fonte, in provincia e diocesi di Treviso; fa parte del vicariato di Asolo.

## Storia
Nel Seicento la nobile famiglia veneziana Badoer costruì a Onè una villa, annessa alla quale era un cappella gentilizia dedicata alla Madonna del Carmine; nel secolo successivo questo oratorio fu aperto anche ai fedeli del borgo, mentre prima era riservato esclusivamente ai proprietari della villa.
Alla fine dell'Ottocento questo edificio si rivelò insufficiente a soddisfare le esigenze della popolazione e, così, su impulso di monsignor Giovanni Battista Mander nel 1886 fu posta la prima pietra della nuova chiesa; i lavori terminarono nel 1889 e il 20 gennaio di quell'anno venne benedetta dallo stesso Mander.
Essa fu eretta a curaziale il 25 aprile 1921; nel 1937 iniziò un intervento d'ampliamento della struttura, che, dopo essere stato sospeso durante la guerra, venne ultimato nel 1947.
Nel 1957 la chiesa fu elevata alla dignità parrocchiale; nel 1970, in ossequio alle norme postconciliari, si procedette alla realizzazione dell'altare rivolto verso l'assemblea.

## Descrizione

### Esterno

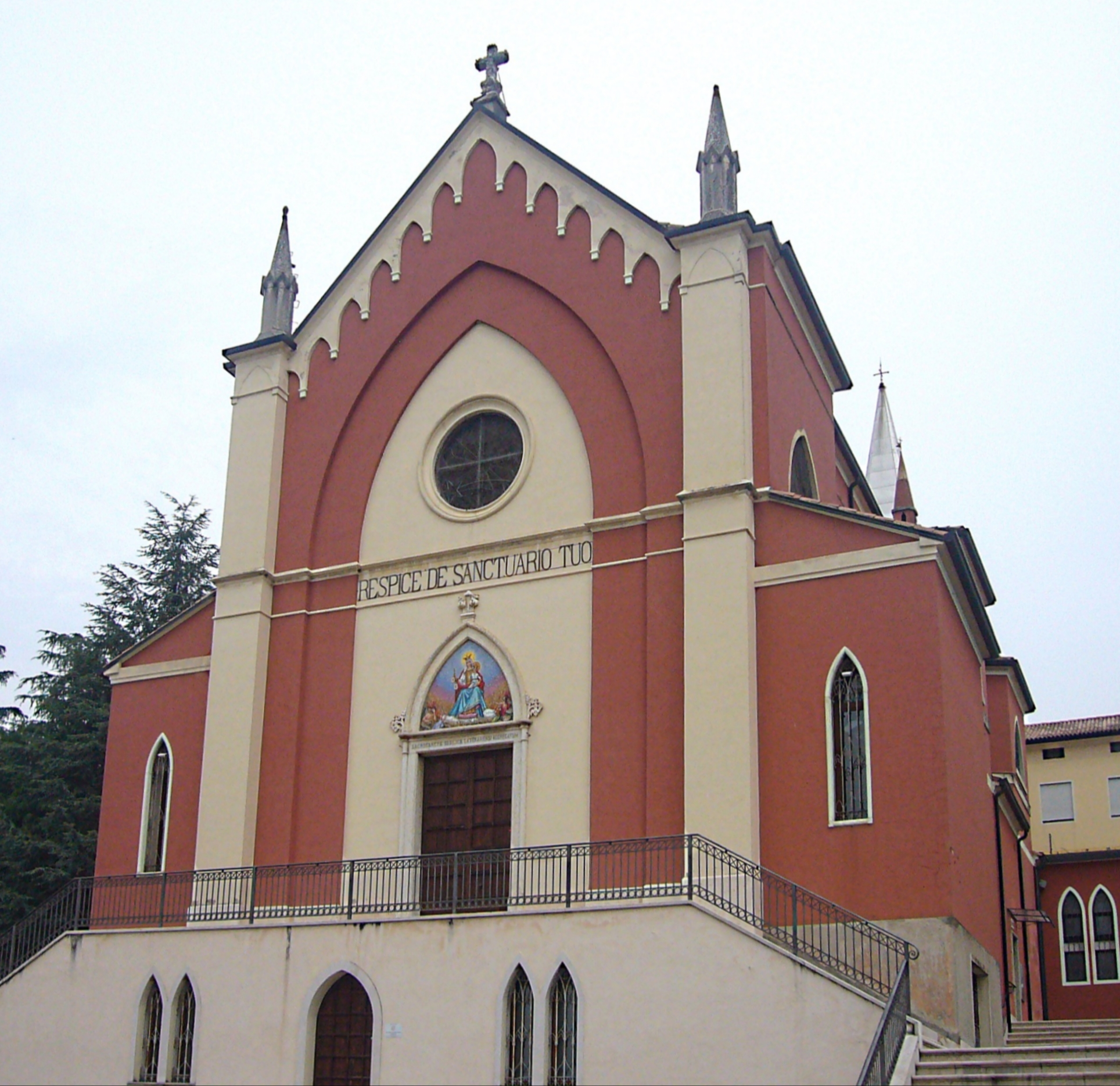
La facciata

La facciata a salienti della chiesa, che volge a mezzogiorno, si compone di tre corpi: la parte centrale, affiancata da paraste, presenta il portale d'ingresso, sormontato da una lunetta contenente un affresdo con soggetto la Madonna col Bambino, e il rosone, mentre le due ali laterali sono caratterizzate da finestrelle.
Annesso alla parrocchiale è il campanile a base quadrata, la cui cella presenta su ogni lato una monofora ed è coronata dalla guglia piramidale.

### Interno
L'interno dell'edificio si compone di un'unica navata voltata a crociera, sulla quale si affacciano le cappelle laterali e gli ambienti ospitanti i confessionali; al termine dell'aula si sviluppa il presbiterio, rialzato di alcuni gradini e chiuso dall'abside poligonale.
L'opera di maggior pregio qui conservata è la stataua che raffigura la Madonna del Carmine con San Simone Stock, costruita da Giacomo Vincenzo Mussner.